# Burns London
Burns ist eine britische Gitarrenmarke, die seit 1959 unter verschiedenen Handelsmarken auf dem Markt vertreten ist.
Der Hersteller hatte seine Glanzzeit in den 1960er Jahren, als insbesondere die Instrumentalband The Shadows mit ihrem Frontmann Hank Marvin zahlreiche Hits in den Charts platzierte. In den Jahren ab 2000 erfuhr die Marke einen deutlichen Aufschwung, insbesondere durch die wiederbelebte Zusammenarbeit mit Hank Marvin und der Kooperation mit Brian May (Gitarrist der Band Queen).
Das Unternehmen wurde von Neugründung 1991 bis Juni 2020 von Barry Gibson geleitet.
Das Unternehmen "Burns London Limited" wurde am 16. Juni 2020 an die britischen Musikinstrumentenhändler Lee und Peter Anderton aus Woking verkauft.

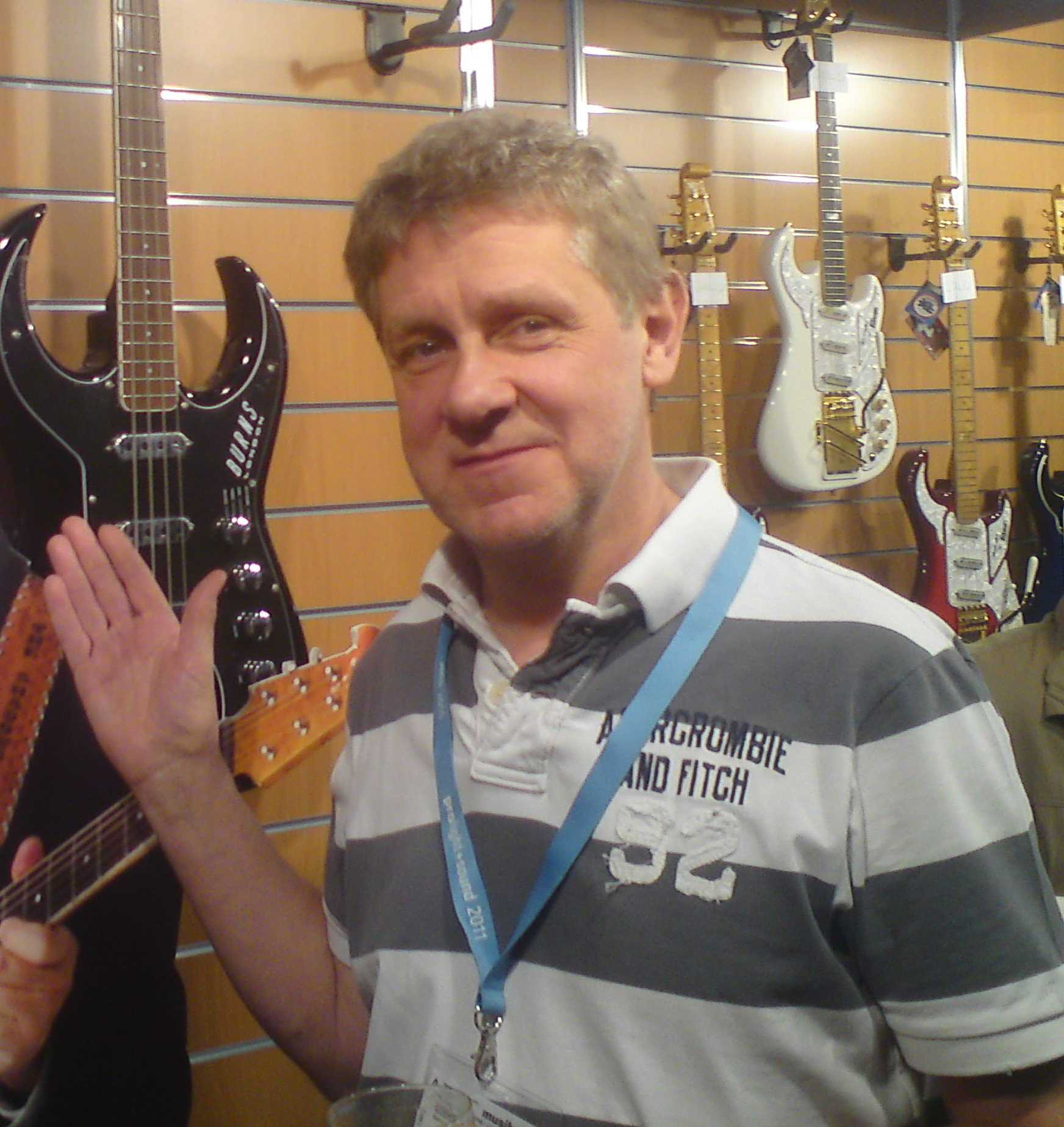
Barry Gibson, Inhaber der Firma Burns London Ltd. von 1991 bis 2020

## Firmengeschichte
Burns ist eine britische Gitarrenmarke mit Firmensitz in London. Das Unternehmen an sich wurde im Jahre 1959 von James „Jim“ Ormston Burns (* 1925 im County Durham; † 1998) gegründet.
Jim Burns war selbst begeisterter Musiker, schon in jungen Jahren erlernte er das Gitarrenspiel, jedoch erfüllten die damals erhältlichen Instrumente nicht seine Vorstellungen und Ansprüche einer Gitarre. Sein erlernter Beruf als Feinmechaniker und Metallbauer im Rahmen seines Militärdienstes bei der Royal Air Force (1943–1946) kam ihm daher sehr zugute. Burns entschied sich – entgegen seiner ursprünglichen Neigung für das Flugwesen – für den Dienst beim Bodenpersonal, da ihm seine Luftkrankheit und auch Flugangst eine Karriere als Pilot bei der RAF verwehrte.
1959 gründete Burns das Unternehmen Burns-Weill in London und begann mit der Produktion von Gitarren, die sich durch zum Teil sehr extravagantes bzw. gelegentlich sogar gewagtes Design von allen anderen auf dem Markt unterscheiden sollten. Diese Firmenphilosophie wird noch heute aufrechterhalten, das besondere Zertifikat jeder Burns-Gitarre ist das HANDCRAFTED (deutsch: hergestellt in Handarbeit), worauf bei jedem Instrument der Marke "Burns" Wert gelegt wird. Dies macht sich im Preis der Instrumente der Serie "Custom Elite" deutlich bemerkbar. Burns starb 1998.

Markenzeichen jeder Burns ist das "HANDCRAFTED"

## Die einzelnen Marken

### Burns-Weill 1959 bis 1960
Die erste Firma, in Zusammenarbeit mit Henry Weill entstanden, beschränkte sich auf die Herstellung eines einzigen Modells, der sogenannten Fenton Guitar, die der Guyatone Antoria sehr ähnlich sah. Henry Weill entwickelte hierbei das bis heute noch gebräuchliche Elektroniksystem der Burns-Gitarre. Jim Burns beschränkte sich auf die Herstellung der Holzteile. Die Fenton erlangte nur sehr geringe Stückzahlen, nachdem sie preislich mit der Antoria nicht einmal ansatzweise mithalten konnte.

### Burns London Ltd 1960 bis 1965

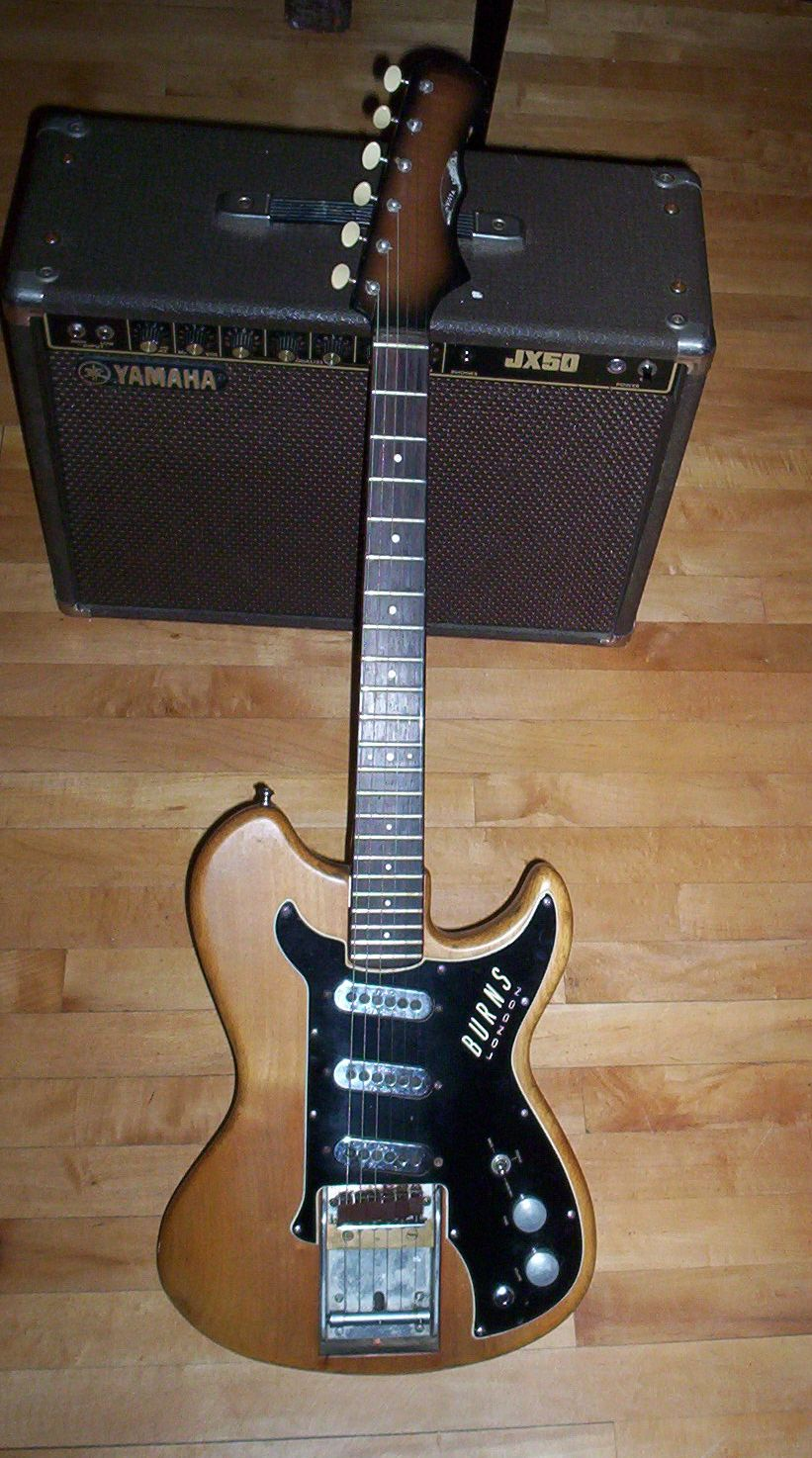
Burns Vista Sonic, 1962
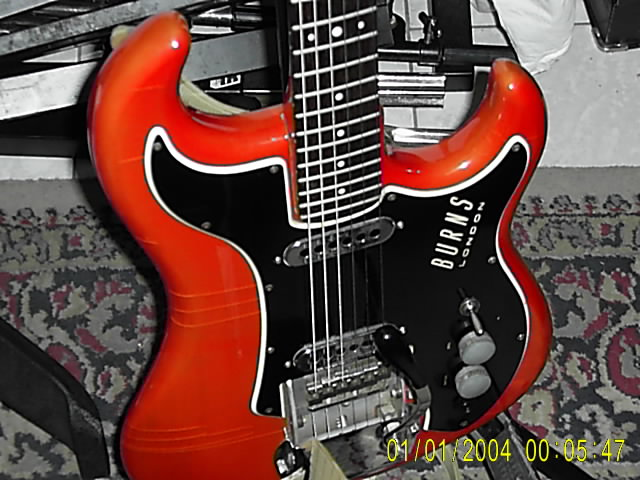
Burns Shortscale Jazz Guitar in orangeroter Transparentlackierung, 1963
Body der Shortscale
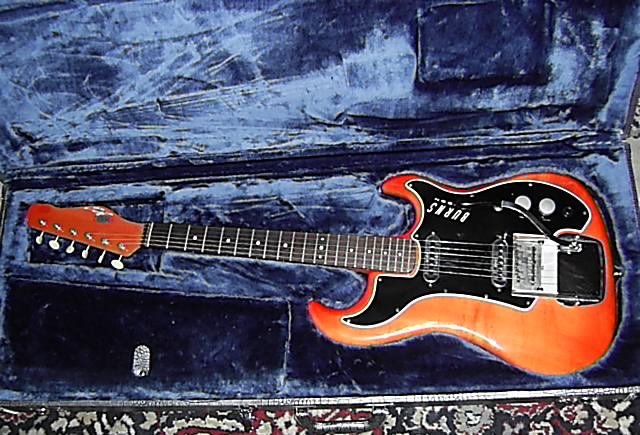
Burns Shortscale Jazz Guitar, 1963
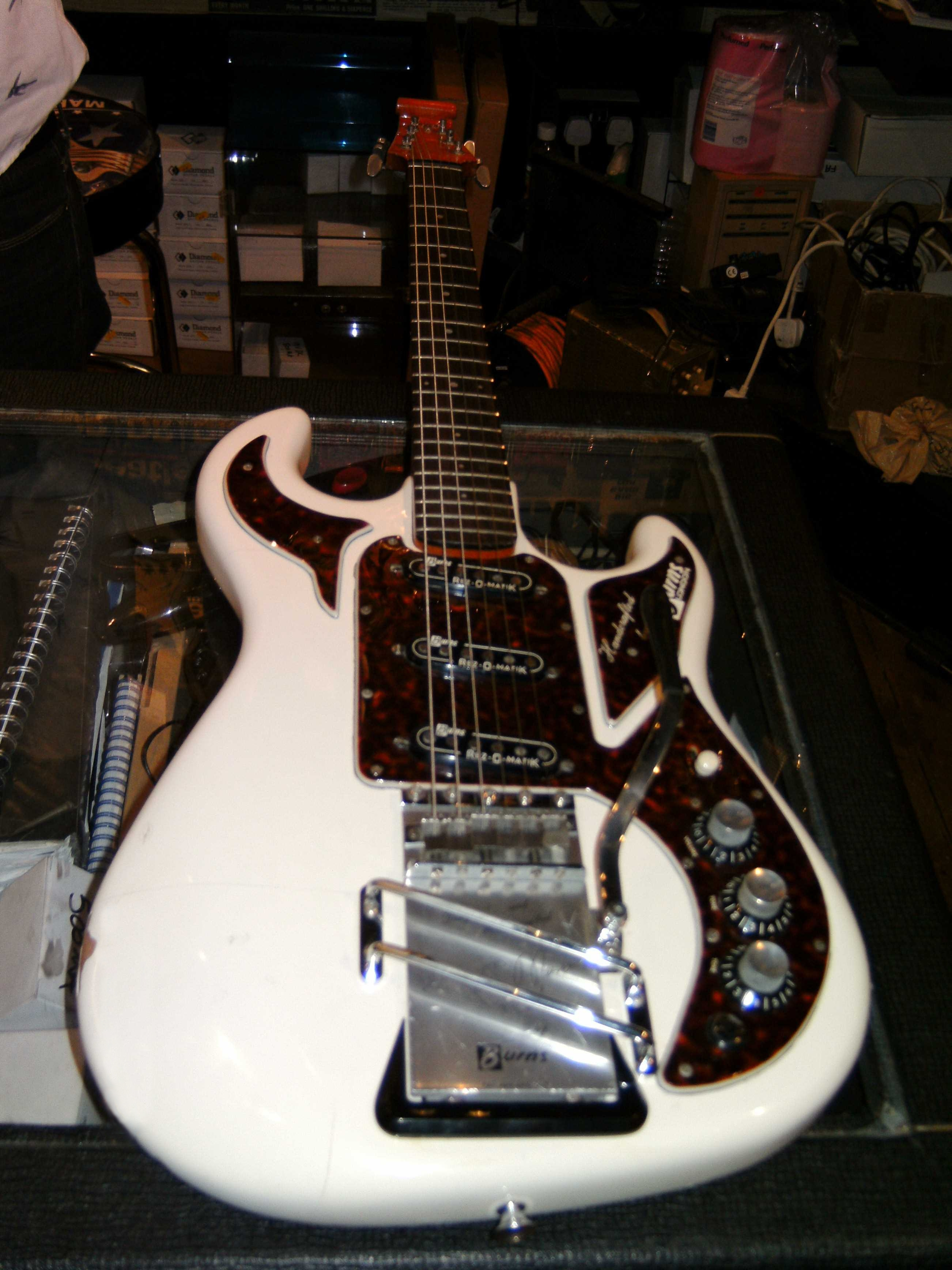
Burns Marvin, frühes Modell, 1964

Das Aufkommen der Skiffle-Musik in Großbritannien und die Erfolge des Rock ’n’ Roll erforderten eine massive Erweiterung von Sortiment und Produktarten. Nachdem Fender in Europa Fuß fassen konnte (Import der ersten Fender Stratocaster nach Europa durch Harry Webb, besser bekannt als Cliff Richard, im Jahre 1959 zum damaligen Preis von 140 Guineen oder 147 Pfund Sterling) war seitens der Firma Burns Handlungsbedarf gegeben. Man orientierte sich primär am Design der Stratocaster und entwickelte einige hervorragende Gitarrentypen, die in Sammlerkreisen Höchstpreise erzielen.
Die Modelle Artist, Vibra Artist, Vibra Artist De Luxe erinnern an die Stratocaster, jedoch weisen sie „verstümmelte“ Hörner und nur zwei Pickups auf. Hier gelangte das in einem separaten Kasten eingebaute Walzentremolo (MK84) erstmals zum Einsatz. Ferner kamen insgesamt sechs verschiedene Modelle der Bison-Reihe zum Verkauf (Black Bison, Bison Guitar und Bison Models 2 bis 5). Charakteristisch für die Bison-Reihe ist der nahezu symmetrische Korpus mit zwei langen Hörnern, die (bei seitlicher Betrachtung erkennbar) auch nach vorne reichen. Diesen 3D-Effekt bei der Bison erreichte Burns durch Aufleimen von zusätzlichen Hölzern auf die Hörner. Vorlage für die Bison war, wie der Name ahnen lässt, der Schattenriss eines Bisonschädels.
Um einen Gegenpart zur Gibson Les Paul zu schaffen, entwickelte Jim Burns die Sonic-Reihe, bestehend aus Sonic, Split Sonic, Vista-Sonic und NuSonic. Der Korpus dieser Gitarren erinnert an die Les Paul, um jedoch Verwechslungen mit der Les Paul auszuschließen, versah er die linke Korpusschulter mit einem kleinen Cutaway. Diese Gitarren wurden sämtlich mit Tremolo (MK84 Walzentremolo) ausgestattet.
Besonders für den amerikanischen Markt wurden die Jazz-Modelle produziert. Die Short Scale Jazz Guitar und die Jazz Split Sound Guitar erinnern von der Form her an eine Stratocaster. Die ShortScale wurde mit zwei Pickups (TriSonic), die Jazz SplitSound mit drei Pickups (Tri-Sonic Splits) ausgestattet. Bezeichnend für die beiden Jazzmodelle ist die stark verkürzte Mensur und das Kuriosum von 25 Bünden. Lediglich der hohe Preis der Jazzmodelle (Shortscale 78 Guineen – 82 Pfund Sterling, SplitSound 105 Guineen – 110 Pfund Sterling) verhinderte höhere Auflagen dieser beiden Gitarren. Die überschüssigen Gitarrenbodies wurden später für die Produktion der Shadows-Bassgitarre (zB. für John Rostill) aber auch für die DoubleSix verwendet.
Um mit Framus oder Gretsch mithalten zu können, kamen gegen 1963 auch Halbresonanzgitarren auf den Markt, hierunter zählen insbesondere die TR2, Vibraslim, GB65, GB66 und die GB66 De Luxe Virginian.

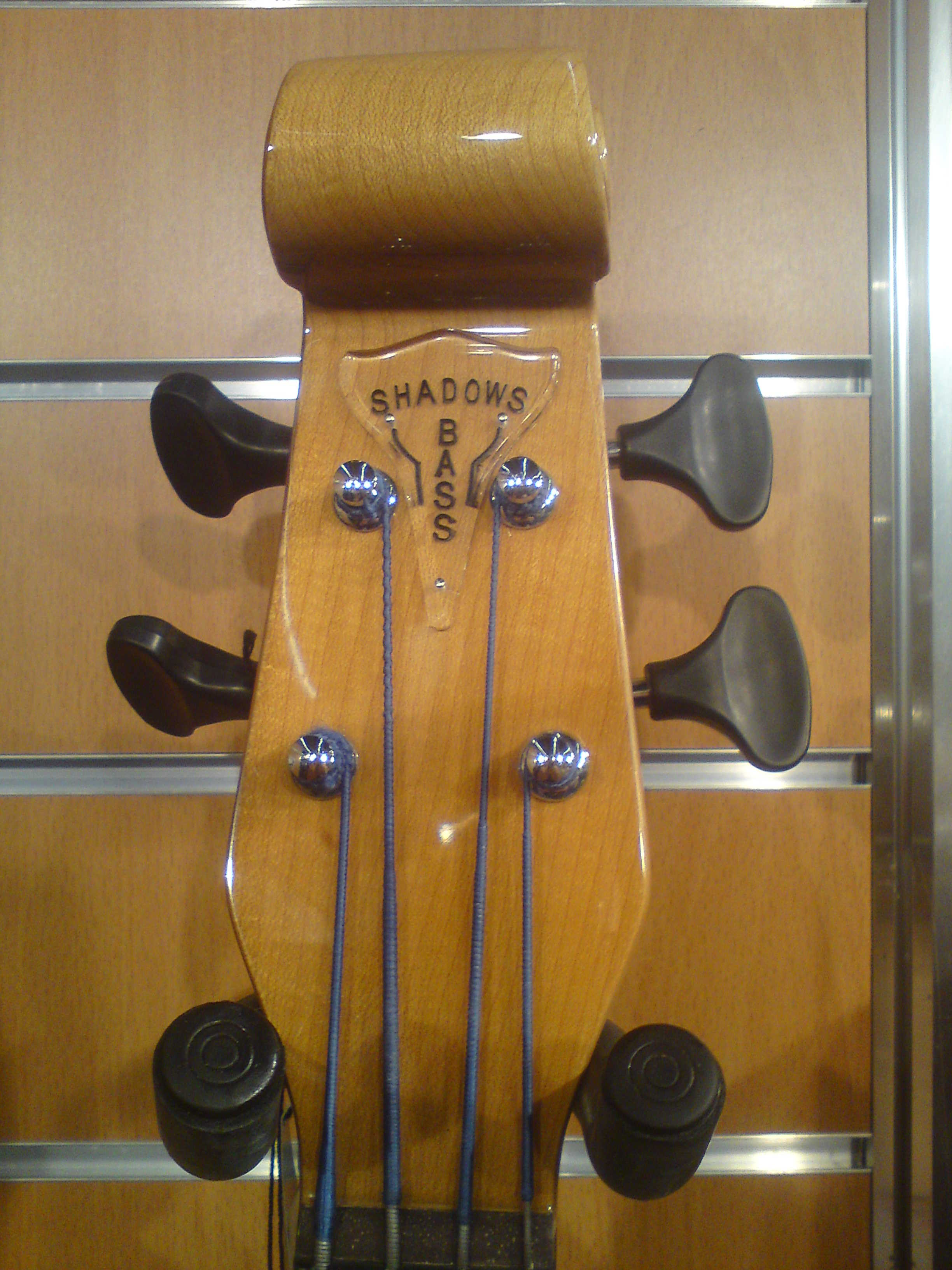
Scrollhead des "Shadows Bass"

Nachdem in England seit 1959 Cliff Richard und die Shadows stetig in der Popularität stiegen, bewarb sich Jim Burns beim Management der Shadows, fortan für diese Formation die entsprechenden Instrumente herzustellen. Maßgeblicher Anteil an der Entstehungsgeschichte der Marvin fällt dem Jazz-Gitarristen Ike Isaacs zu, der die Gitarre vom ersten Prototypen an bis zum fertigen Serienmodell begleitete und entsprechende Korrekturen, Verbesserungen und Weiterentwicklungen mit Jack Golder, Norman Houlder und Les Andrews erarbeitete. Hank B. Marvin, der Leadgitarrist der Shadows, sollte ebenfalls bei der Entwicklung des mitwirken. Er forderte die perfekte elektrische Gitarre, an der alles für seine Bedürfnisse stimmen musste, von Ausführung bis hin zum Design, das er mit seiner Idee des Violinkopfes ergänzte. Die Kopfplatte der Marvin-Serie – für die Hank Marvin seinen Namen zur Verfügung stellte, was später für Ärger mit Fender sorgte – zierte fortan eine Schnecke wie bei Streichinstrumenten. In Fachkreisen wird die Kopfplatte daher Scrollhead genannt. Für die bei Fernsehauftritten bzw. Konzerten der Shadows verwendeten Modelle der Marvin und des Rostill-Basses ließ Jim Burns bei Eddie Cross eigene Schlagbretter (Pickguards) gravieren, bei denen das auf dem rechten Korpushorn angebrachte Firmenlogo im Vergleich zu den erhältlichen Modellen mehr als doppelt so groß war - und dementsprechend gut erkannt werden konnte.
Die Modellreihe der auf der Marvin basierenden Instrumente umfasste die Marvin an sich, die Marvin "S" (Luxusausführung der Marvin), die zwölfsaitige Double-Six (Marvin mit zwölf Saiten, ohne Tremolo mit TriSonic-Pickups) sowie der Shadows Bass für John Rostill, der auch die Bezeichnung Marvin trug.

### Ampeg 1963 bis 1964
Für den amerikanischen Markt suchte man die Zusammenarbeit mit dem gleichnamigen Verstärkerhersteller Ampeg, um Burns-Gitarren auch in den USA vertreiben zu können. Hauptsächlich die Modelle ShortScale und SplitSound wurden hierfür ausgewählt, da ihnen in Europa kein sonderlicher Erfolg beschieden war. Die Verkaufszahlen blieben wider Erwarten sehr gering. Ampeg-Gitarren sind heute eine sehr gesuchte Rarität, insbesondere die Modelle mit Doppellogo aus der Anfangszeit der Zusammenarbeit (AMPEG mit darunter eingraviertem Schriftzug by BURNS LONDON). Es gelangten vier Gitarrenmodelle und eine Bassgitarrenausführung ins Sortiment. Die ursprünglichen englischen Bezeichnungen sind in Klammern dahintergesetzt: Wild Dog (Split Sonic), Wild Dog De Luxe (Jazz Split Sound), Thinline (TR2), Sonic Six (NuSonic) und als Bassgitarre Wild Dog Bass (Vista Sonic Bass).

### Baldwin Burns Ltd 1965 bis 1970

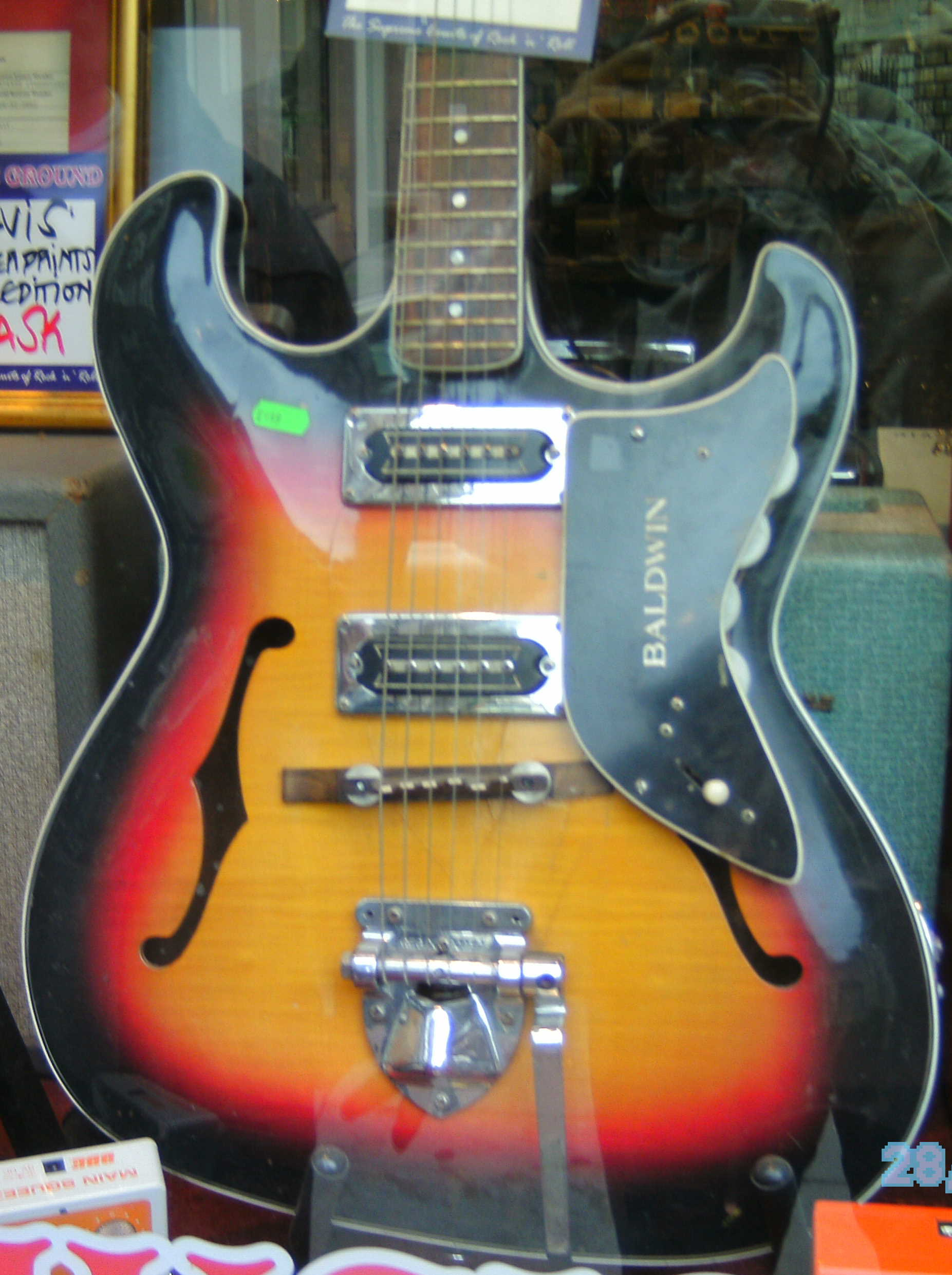
Baldwin VIBRASLIM

Das Erstarken der „jungen Rebellen“ in der Rockmusik (The Beatles, The Rolling Stones, The Who und viele mehr) bedeutete für Burns massive Umsatzeinbrüche. Die Zeit der sogenannten Twang-Musik war vorbei, offene Zulieferrechnungen und hohe Herstellungskosten führten zum Zusammenbruch von Burns London Ltd. Für einen verhältnismäßig geringen Preis von unter 400.000 Pfund erwarb der amerikanische Tasteninstrumentenhersteller „Baldwin Piano Company“ das englische Unternehmen. Der Kaufpreis reichte gerade einmal zur Deckung der offenen Lieferantenrechnungen aus. Das ursprünglich recht ausgefallene Design der Gitarren – insbesondere der Hälse und der Kopfplatten – wurde in vereinfachte, oft auch „abgespeckte“ Versionen übergeführt. Diese Designänderungen führten nicht zur Erhöhung der Verkaufszahlen. Jim Burns durfte zwar in der neuen Firma als Entwickler und Berater weiterhin mitwirken, jedoch musste er sein Namensrecht an Baldwin abtreten. Anstelle von BURNS LONDON prangte nunmehr BALDWIN auf den Gitarren.
Baldwingitarren, die noch aus "originalen" Bauteilen aus alten Lagerbeständen gebaut wurde, sind sehr gefragte Sammlerstücke.

### Ormston Burns Ltd 1966 bis 1968
Wegen der vertraglichen Namensbindung (siehe oben) entwickelte Jim Burns unter seinem zweiten Namen Ormston diverse zum Teil sehr ausgefallene Modelle, die jedoch oftmals nicht über den Status eines Prototyps hinausgelangen sollten. Zumindest für kurze Zeit konnte er sich durch Vermarktung von Steelgitarren der Firma Denley unter dem Handelsnamen „Ormston Steel Guitars“ einigermaßen über Wasser halten und seine Projekte weiterhin finanzieren.

Hayman 1010 mit Superflux Single Coils

### Hayman 1969 bis 1975
Hayman war eine Marke von Dallas-Arbiter unter der ab 1968 Schlagzeuge vertrieben wurden (benannt nach George Hayman – eigentlich Haymon, der einen „Vibra Sonic“ genannten Innenüberzug entwickelt hatte, der das Schlagzeug besonders laut machen sollte). Als 1969 Jim Burns in Zusammenarbeit mit Lieferanten (Jack Golder – Holzarbeiten und Nick Houlder – Halsstab, beide später Shergold) aus früheren Tagen und ehemaligen Mitarbeitern des Unternehmens Vox Amplification (Bob Pearson) weiterentwickelte Gitarrenmodelle aus der Burns-London-Ltd-Zeit bei Dallas-Arbiter vermarktete, wurden Marke und Logo übernommen. Nachdem auch die Gitarrennamen vertraglich geschützt waren, wählte Jim Burns Zahlenbezeichnungen für seine Instrumente: 1010, 2020, 3030 und 4040, 5050 für die Bässe, 1010H, 2020H, 3030H, White Cloud, Modular, Comet, Perspex Hayman (an Semiakustikgitarren von Höfner beziehungsweise Framus erinnernde Form).
Auf vielfachen Kundenwunsch kehrte Burns zum klassischen Hals-Design aus erfolgreicheren Zeiten zurück. Heute sind die Haymans trotz Problemen mit der Abschirmung gerade wegen ihres Halses geschätzt. Beim Niedergang der Firma wurden die restlichen Teile als Do-it-yourself-Bausätze verkauft. Diese daraus gefertigten Gitarren sind heute als Hayman Bitzer bekannt. Nachfolger Shergold verwendete zu Beginn auch restliche Halbfabrikate von Hayman. Die Gitarren und das Schlagzeug wurden bis 1975 gefertigt (Free - George Hayman Logo, The Chris Barber Band - Hayman Logo, Endorser Mitch Mitchell).

### Burns UK 1974 bis 1977/78

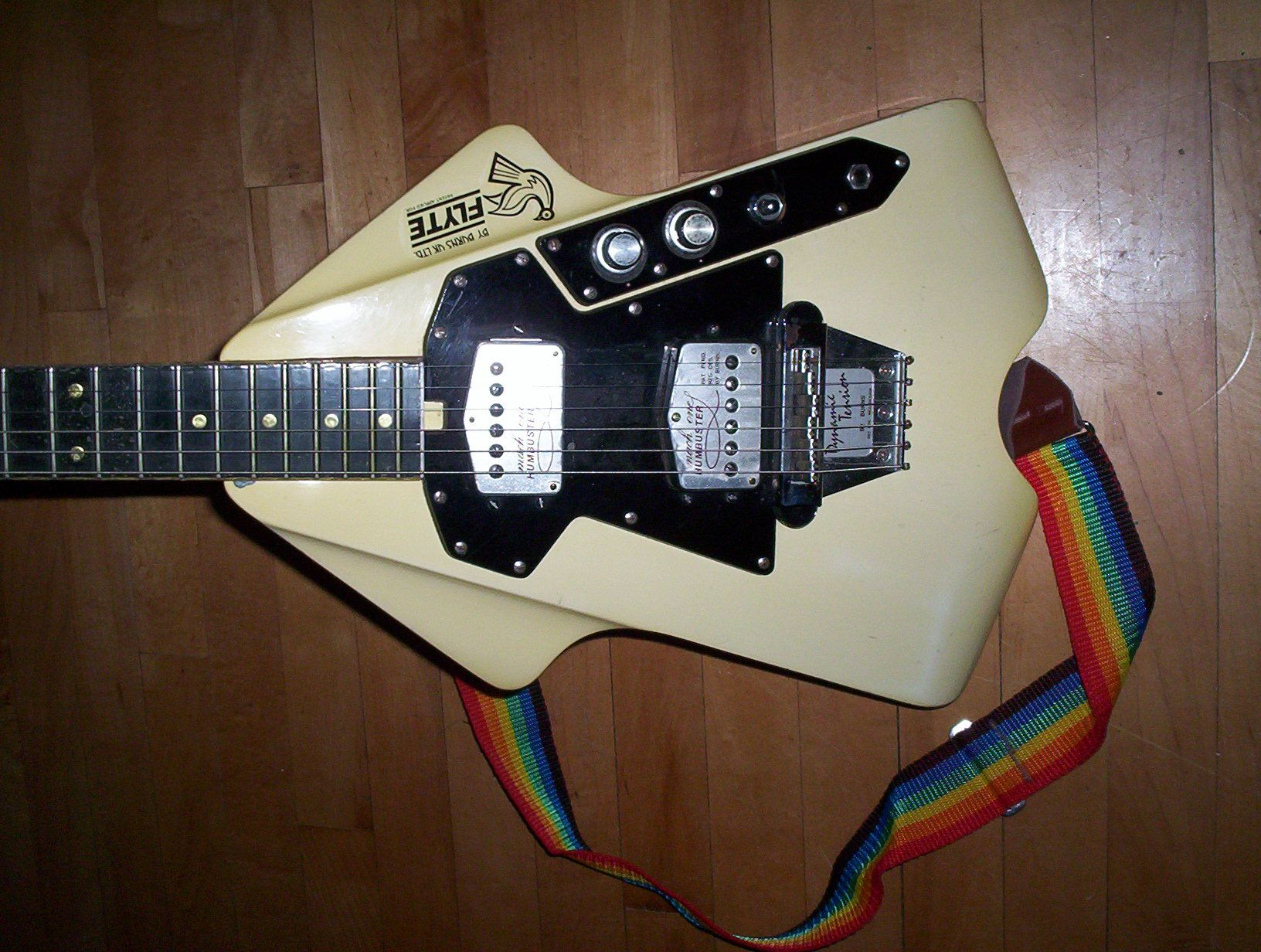
Burns Flyte
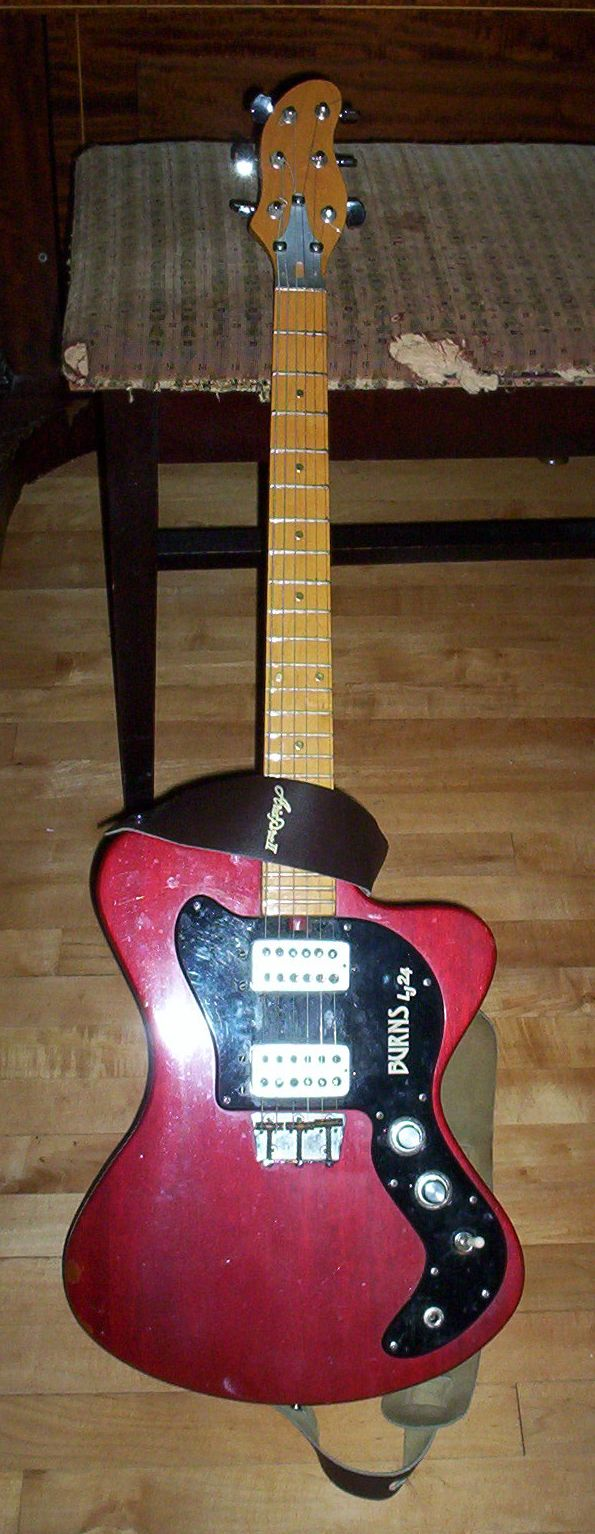
LJ24

Erneut versuchte Jim Burns, sich seinen alten Rang und Namen auf dem Sektor der E-Gitarren zurückzuerobern. Diesmal versuchte er es mit äußerst ausgefallenen Modellen, die zum Teil an Raumschiffe oder Streitäxte von Fantasygestalten erinnerten. Obwohl wieder zur alten Burns-Qualität zurückgelangt, ging das Unternehmen 1977 bankrott, da die Instrumente zu teuer waren. Nachdem Gibson die Flying V einige Jahre vorher auf den Markt gebracht hatte und sich das Modell großer Beliebtheit erfreute, brachte Burns mit der Flyte und der Concorde ähnliche Gitarren auf den Markt. Beide Instrumente wurden auch als Bassgitarre hergestellt. Außerdem umfasste das Sortiment die Artist, die Mirage, LJ24, und den Mark Griffiths Bass.

### Jim Burns Ltd 1979 bis 1983

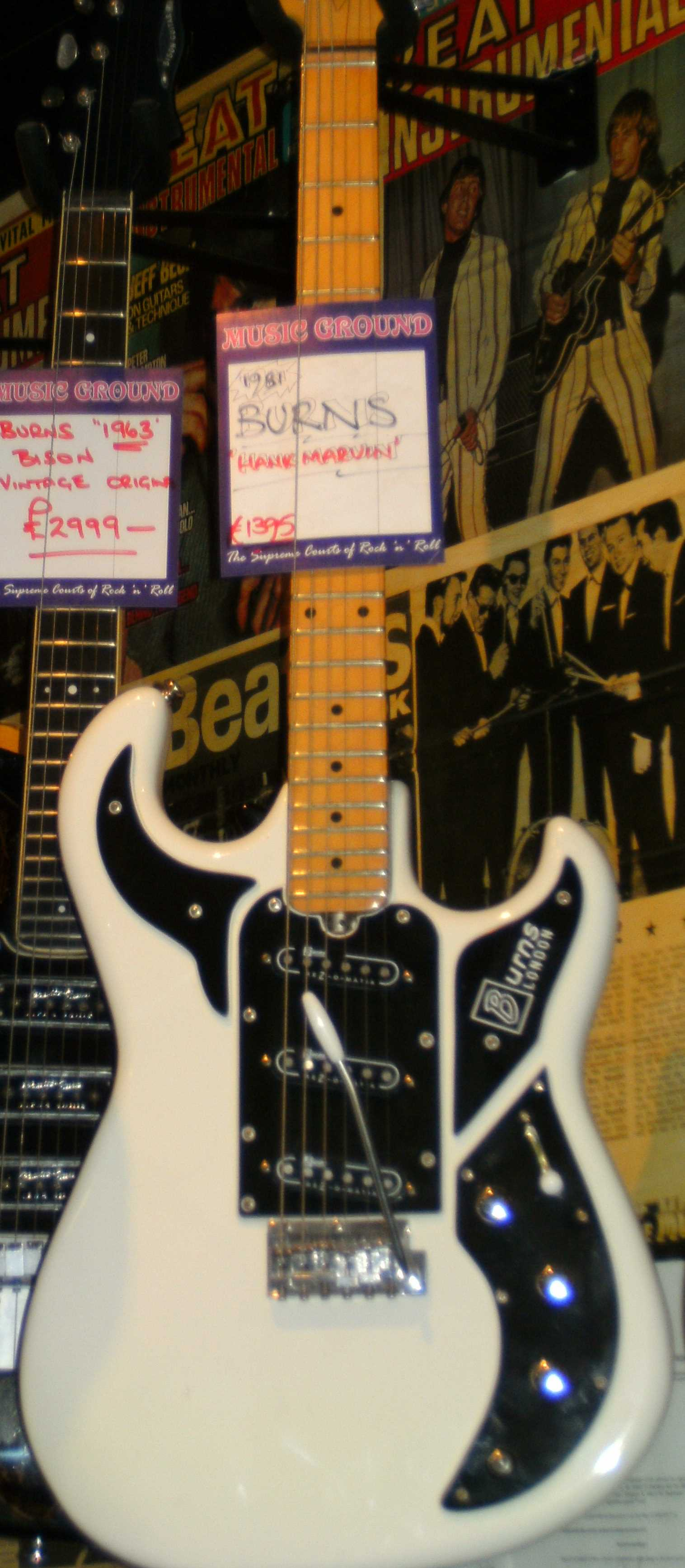
Burns Marvin; deutliche Unterschiede zum bisherigen Modell erkennbar, insbesondere Tremolosystem. Wird oft als „Sparversion“ der Marvin betitelt

Von den Misserfolgen des letzten Jahrzehnts geprägt, wollte sich Jim Burns vom Markt vollständig zurückziehen, jedoch konnte er von einigen Freunden und Sponsoren zu einem Neuanfang überredet werden. Frühere Modelle wurden in alter Bauweise neu aufgelegt, jedoch insbesondere bei der Marvin sollte es mit Fender Probleme geben, da Fender das Namensrecht von Hank Marvin beanspruchte. So wurde das Erfolgsmodell „The Marvin“ in The Legend umbenannt, was den Verkaufszahlen einen empfindlichen Dämpfer versetzte. Die Legend unterscheidet sich in kleinen Details von der ursprünglichen Gitarre, insbesondere durch Fehlen der Push-Pull-Schaltung (durch Herausziehen des Lautstärkenreglers wird der mittlere Pickup zugeschaltet), sowie des Neckbindings (Einfassung des Griffbrettes). Die bisherige Marvin wurde als Budgetmodell stark vereinfacht, insbesondere wurde das Rezotube-System durch ein herkömmliches Messerrückentremolo ersetzt. Mit dieser, von Sammlern und Enthusiasten als Sparversion der Marvin abgewerteten Gitarre wollte man die Verkaufszahlen auf dem preiswerteren Budgetsektor erhöhen. Allerdings gab es Streit hinsichtlich des Designs der Marvin, da sie in der nunmehr stark vereinfachten Bauform einer Fender Stratocaster zum Verwechseln ähnlich sah. Aus diesem Modell entstand später das Budgetmodell Marquee.
Noch bevor das Unternehmen abermals bankrottging, zog sich Jim Burns zurück. Fast zehn Jahre sollten vergehen, bis wieder Burns-Gitarren hergestellt werden sollten. Lediglich sieben verschiedene Instrumente umfasste das Sortiment, und zwar Steer, Magpie, Marvin (Legend), Bison, Bandit X, Black Scorpion, und den Black Scorpion Bass.

### Shergold und Jack Golder
Jack Golder, Gitarrenbauer und Inhaber des Unternehmens Shergold war langjähriger Mitarbeiter von Jim Burns und fertigte bis zu seinem Tode 1992 mit Zustimmung von Jim Burns das Erfolgsmodell Marvin stets auf Kundenwunsch nach. Die Modelle aus seiner Hand unterscheiden sich von den ursprünglichen Marvins (Burns bzw. Baldwin) in geringfügigen Details, z. B. Korpuskontur oder auch Halstaschen (Neckpockets). Die Gravuren der Schlagbretter (Pickguard) wurden weiterhin von Eddie Cross vorgenommen. Die in Sammlerkreisen als Golder-Marvin bekannten Gitarren sind sehr gesucht und dementsprechend hochpreisig.

### Burns London Ltd 1992 bis 2009

Kopfplatte der Doublesix im Detail
Burns Double Six, zwölfsaitige Version der Marvin
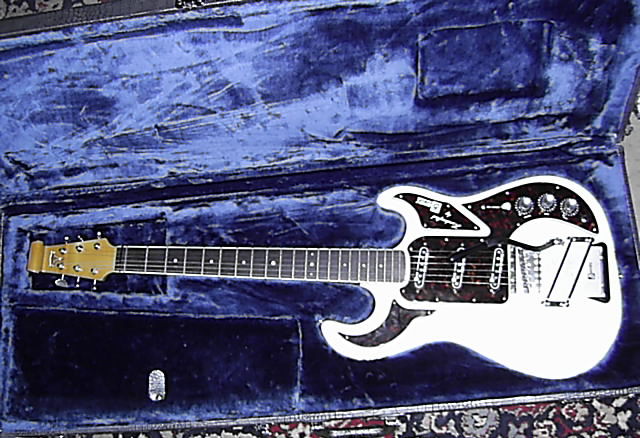
Burns "The Marvin Anniversary 1964-2004, 2004
Burns "The Marvin Anniversary 1964-2004, 2004[6]
Burns "The Shadows Custom Guitar"

Barry Gibson, selbst namhafter Musiker aus England, reaktivierte die lange Jahre verschwundene Marke und setzte alles auf Tradition, setzte aber auch auf Neuentwicklungen. Ein besonderer Coup war die Entwicklung der Brian May Signature Guitar des gleichnamigen Gitarristen der Band Queen. Brian May, der sich in jungen Jahren aus wertvollem Holz und einigen Burns-Original-Teilen (Tri-Sonic-Pickups) sein legendäres Instrument „Red Special“ mit dem unverwechselbaren Sound selber baute, stimmte der Vermarktung zu. Ebenso wurden die Marvin und der Shadows-Bass wieder neu aufgelegt.
Das Sortiment umfasste bis 2009 verschiedene Gitarren- und Bassmodelle. Die hochpreisige Custom Elite Guitar-Serie beinhaltete die Shadows Custom Signature, die Hank Marvin Signature Anniversary Guitar, den Shadows Bass John Rostill, die Jet Sonic und die Sonic Guitar. Die Brian May Signature gibt es in unterschiedlichsten Ausführungen, auch als Linkshändermodell. Unter der Custom Guitar-Serie versteht man die Apache, die Apache Special, die Legend, die Legend Dream und den Shadows Bass. Im Rahmen der preiswerteren Club Series waren die folgenden Gitarren erhältlich: Barracuda, Batwing, Bison 62, Bison 64, Bison Bass, Cobra, Double Six, Marquee, Marquee Bass Guitar, NuSonic, NuSonic Black, Scorpion, Scorpion Bass, Shadow, Shadow Special, Steer und Steer Cutaway (beides Halbakustikmodelle).
Die Modelle Jet Sonic, The Legend, Scorpion, Brian May Signature Red Special und Batwing wurden im April 2008 eingestellt. Ebenso wurden die streng limitierten Modelle der Shadows Custom Guitar (de-Luxe-Version der Marvin in fiestarot mit Goldhardware), Apache 50 Anniversary The Shadows und des John Rostill Bass Guitar wegen Erreichens der 500-Stück-Obergrenze je Modell aus dem Sortiment genommen.

### 50 Jahre Burns London 1960–2010
Zum Firmenjubiläum erweiterte Barry Gibson das Sortiment. Fortan waren 2010 in der Sparte Custom Elite folgende Modelle erhältlich:

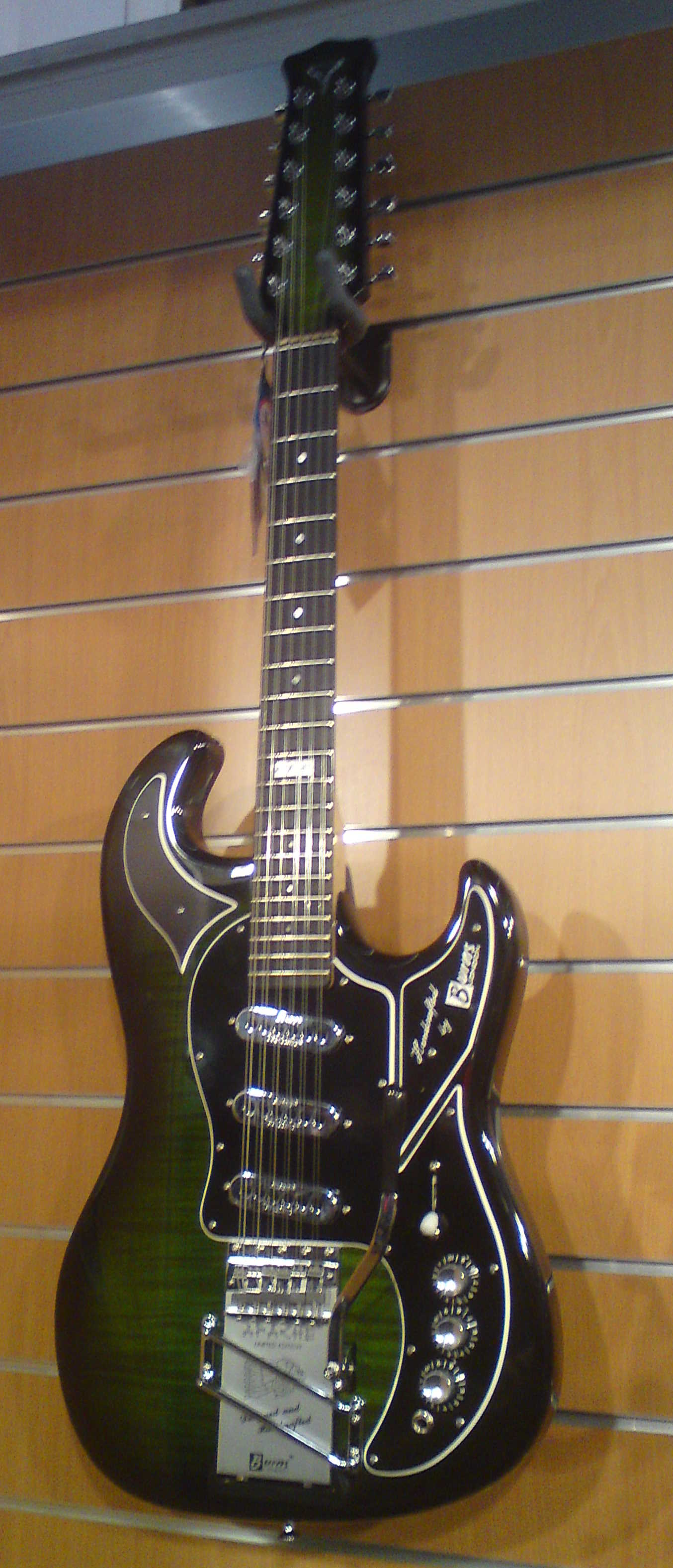
Apache Double Six SPECIAL - DoubleSix mit Rezo-Tube-Tremolo-System
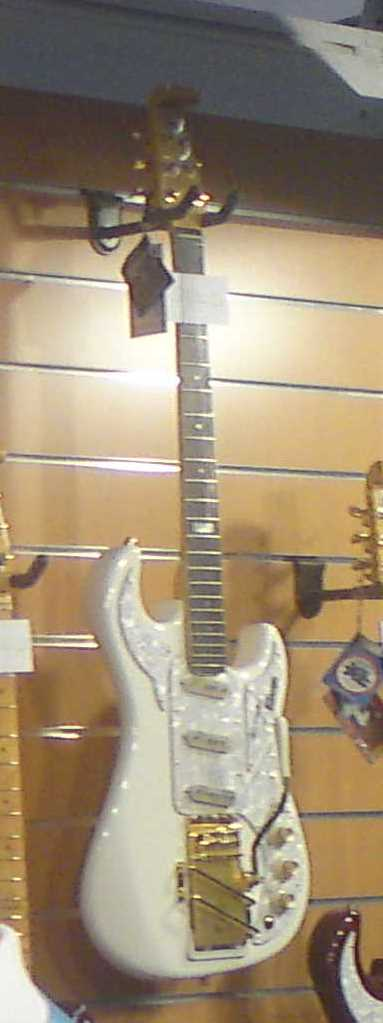
Apache Dream Noiseless, limitiert auf 50 Stück
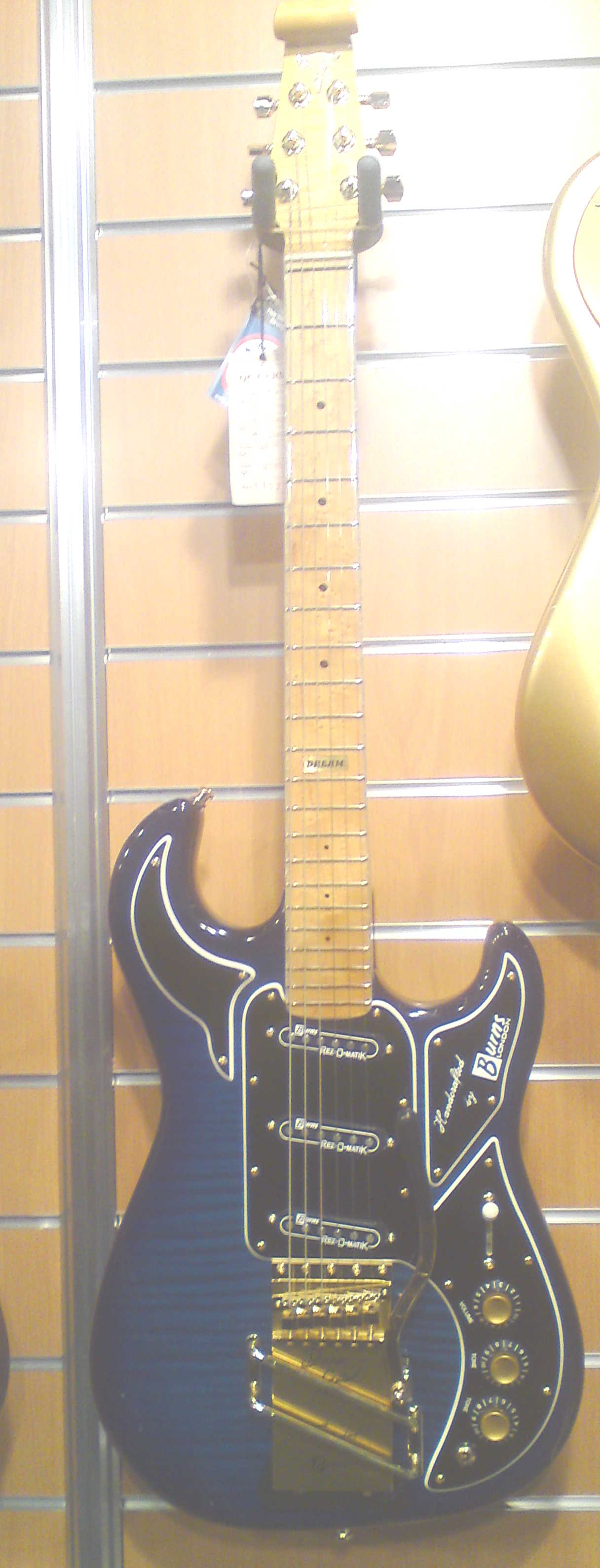
Dream Noiseless Special, limitiert auf 50 Stück
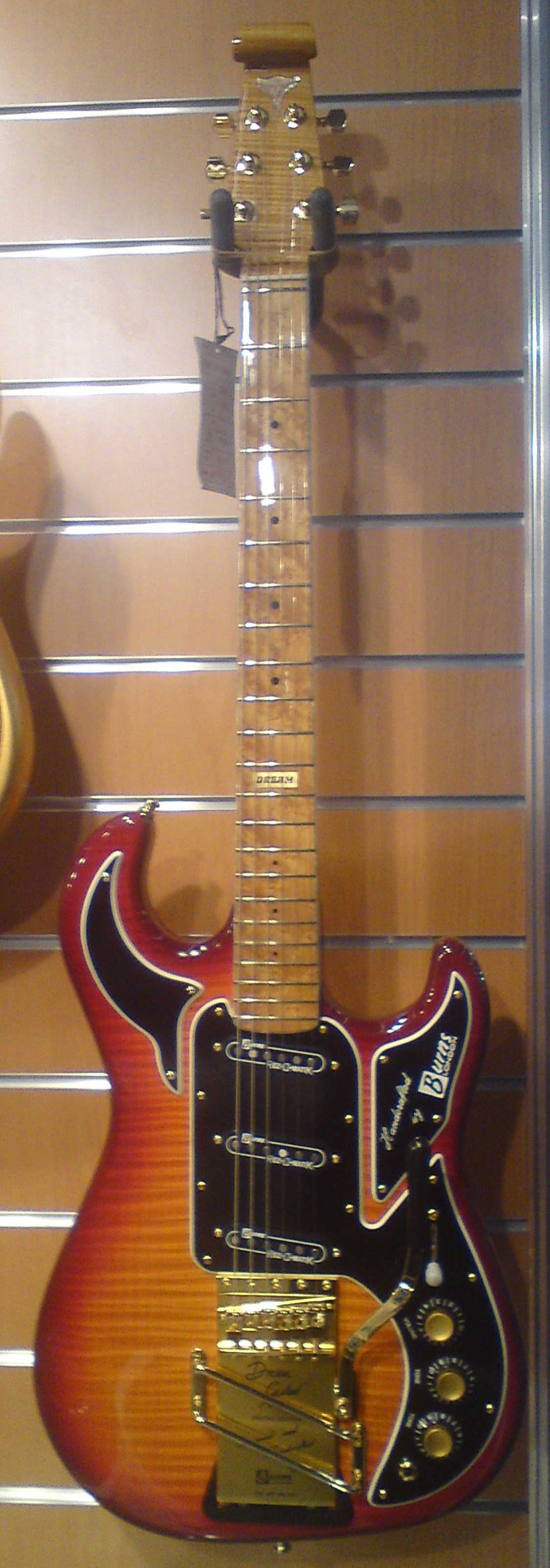
Prototyp der Dream mit gemaserter aufgeleimter Decke und Sunburstlackierung (Einzelstück)
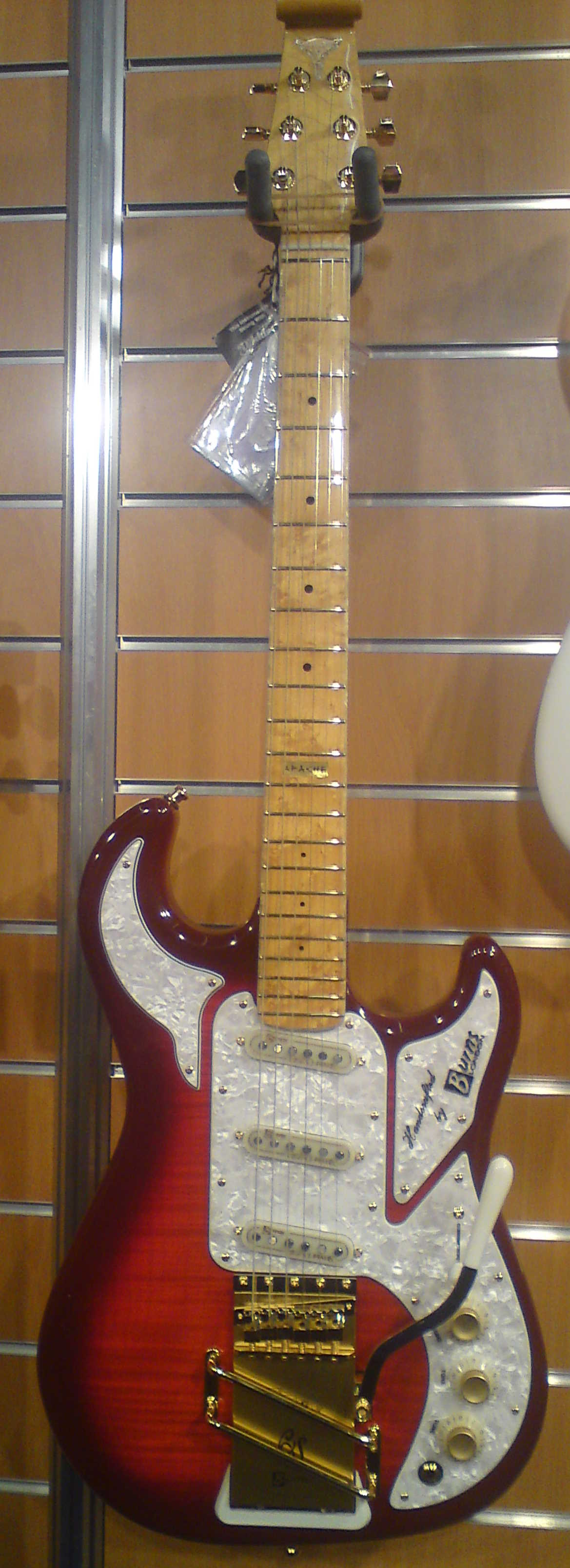
Dream Noiseless 50th Anniversary Special Edition (Einzelstück)
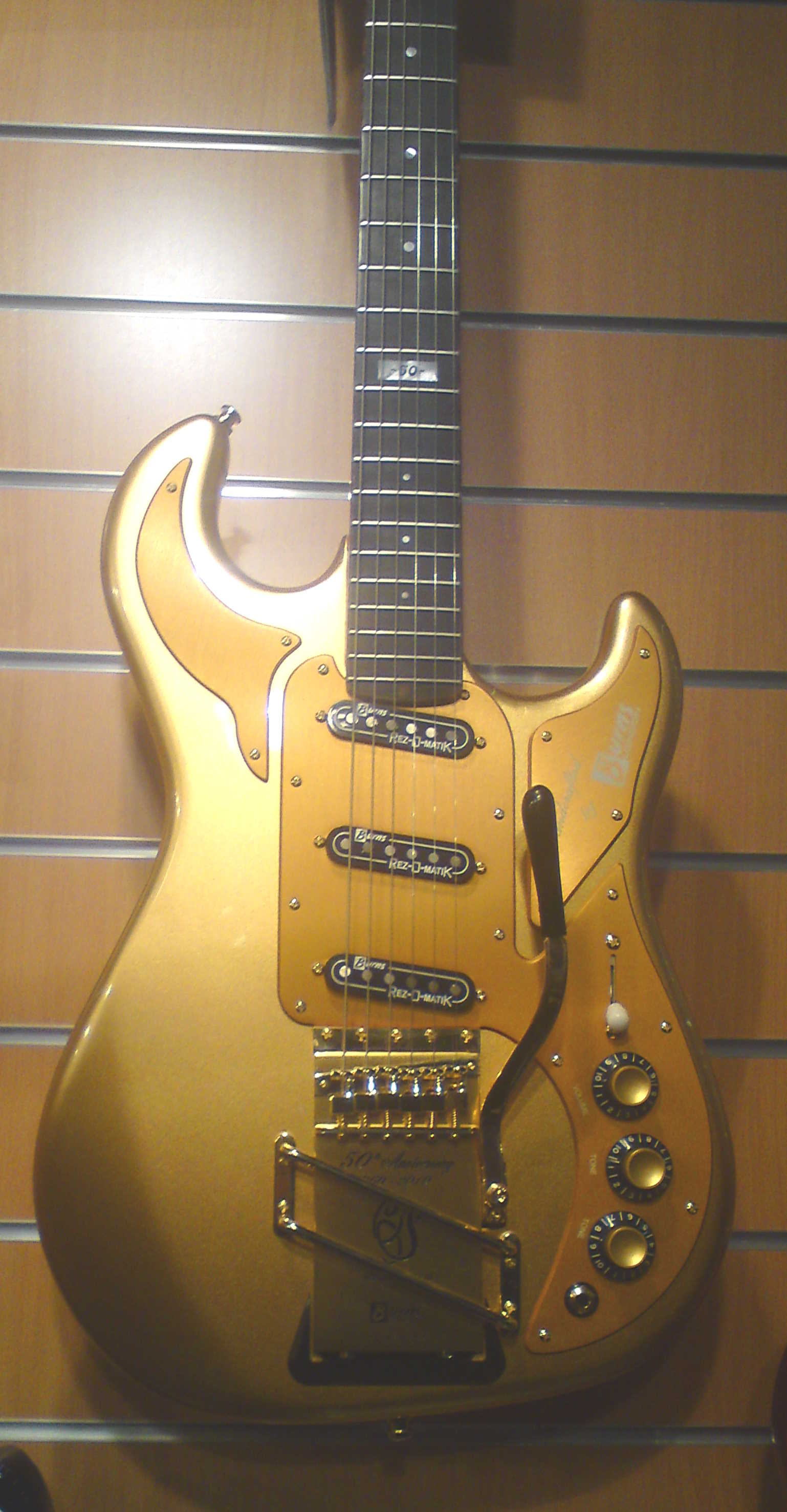
50th Anniversary Burns London 1960–2010 Gold Dream (limitiert 50 Stück)
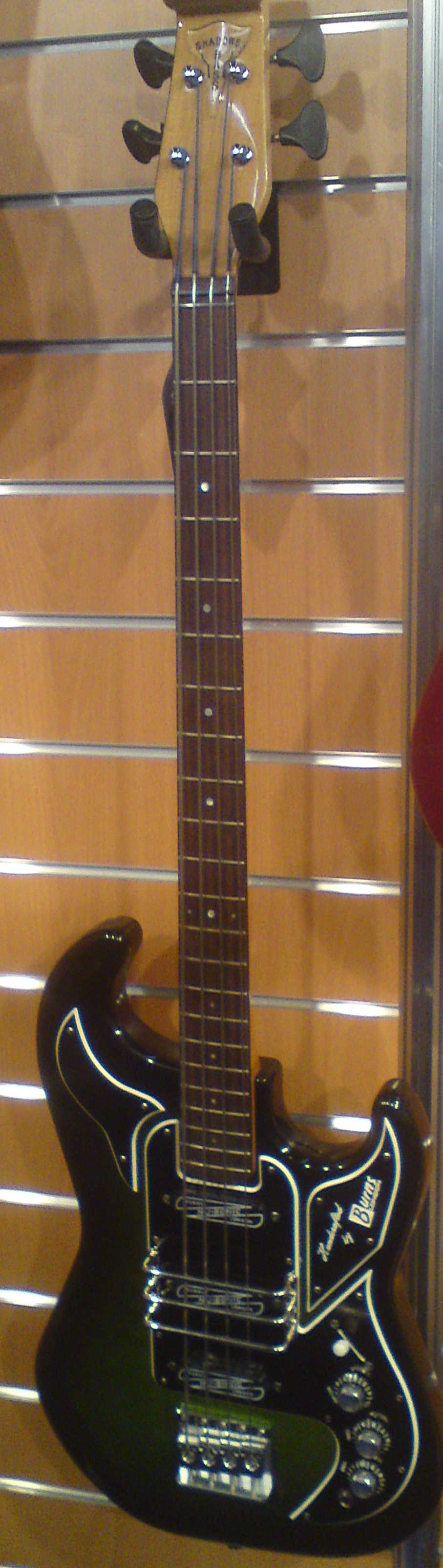
Shadows Bass in seltener Lackierung
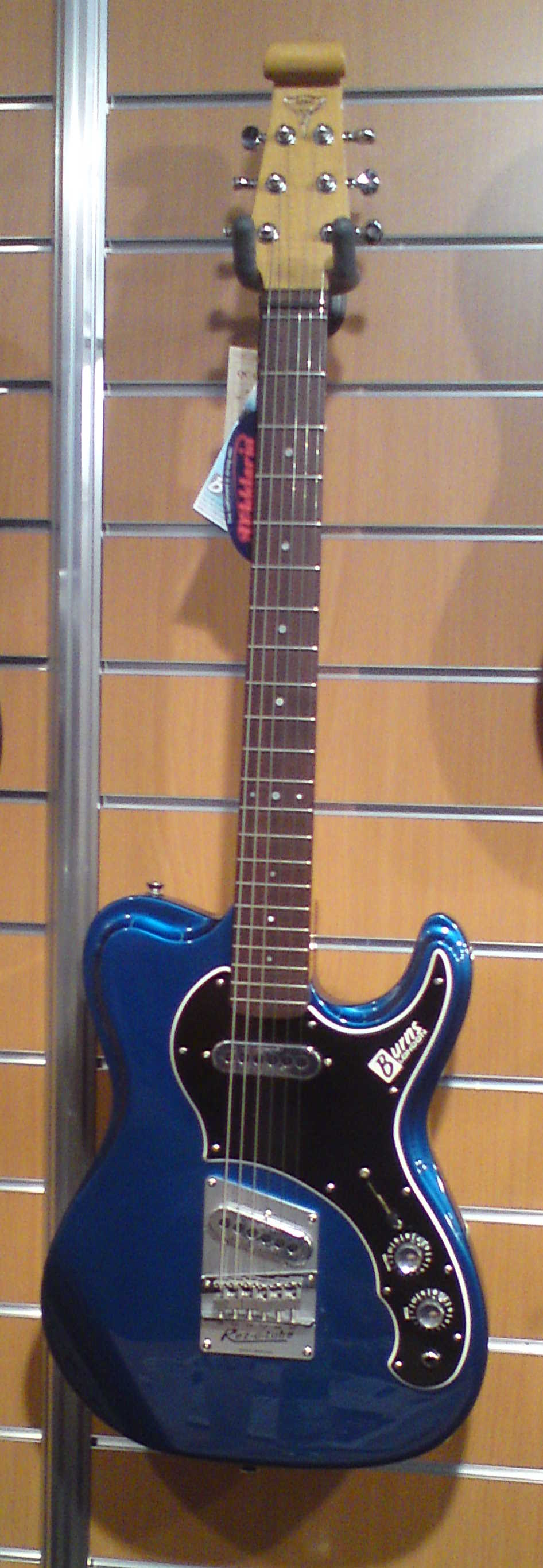
Sonic

- Apache Double Six Special (12-saitige de-Luxe-Ausführung der Apache mit Rezo-Tube-Tremolo-System)
- Apache Noiseless Special (limitiert auf 50 Stück)
- Dream Noiseless Special (limitiert auf 50 Stück)
- Gold Dream (limitiert auf 50 Stück)
- Hank Marvin Signature
- Nu Sonic Bass
- Shadows Bass
- Sonic

Die Sparte Club Series umfasste unter anderem folgende Modelle:

Barracuda Special Baritone Guitar in seltener schwarz-rot Ausführung
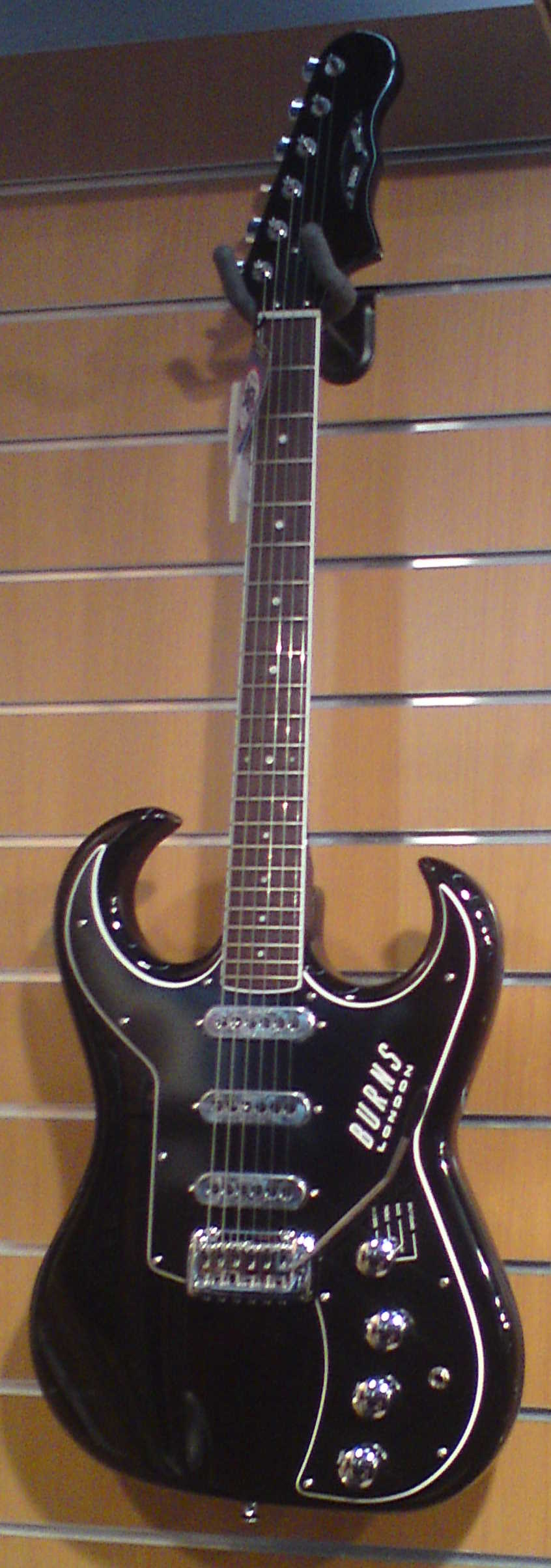
Bison 62 mit Knife-Edge-Tremolo
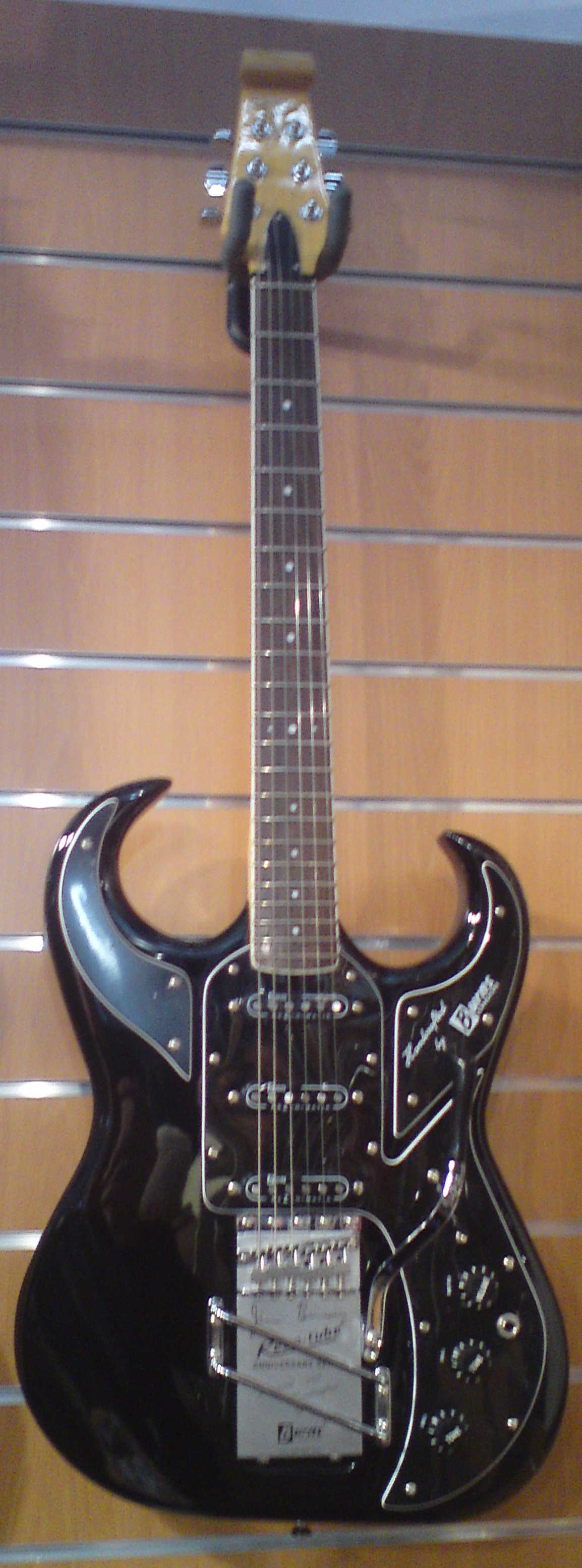
Bison 64 mit Rezo-Tube-Tremolo und Scrollhead-Hals
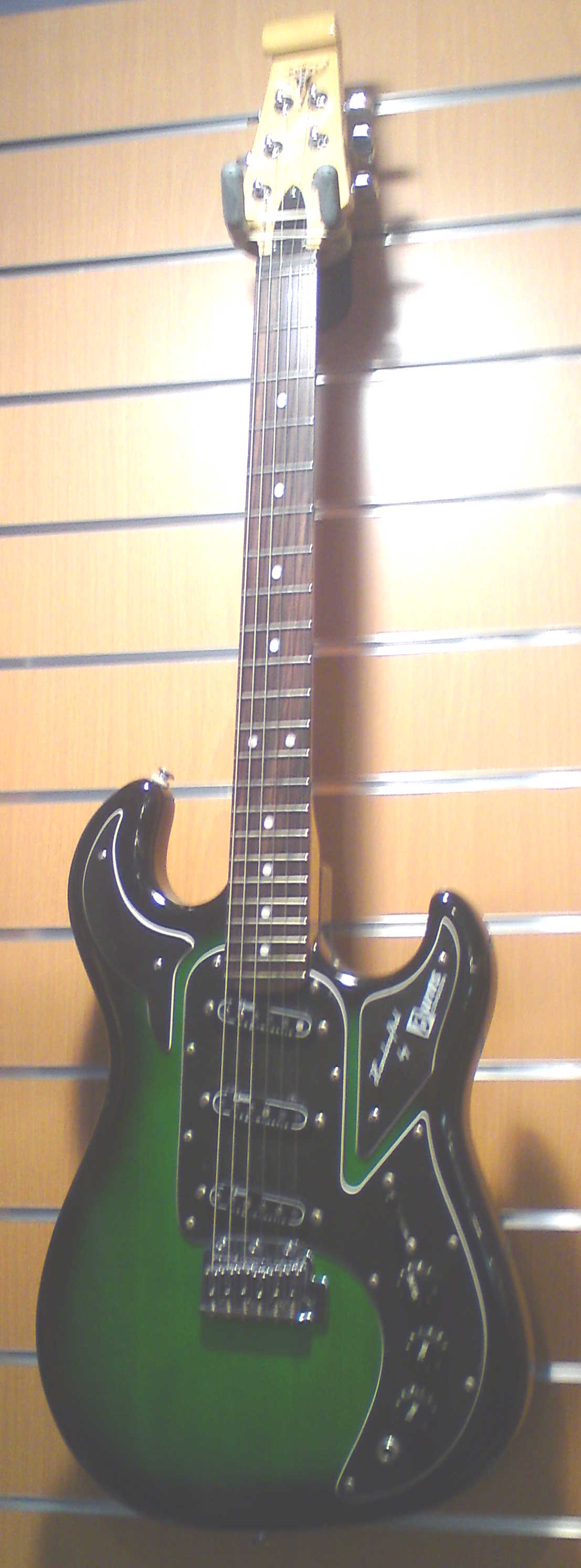
Marquee
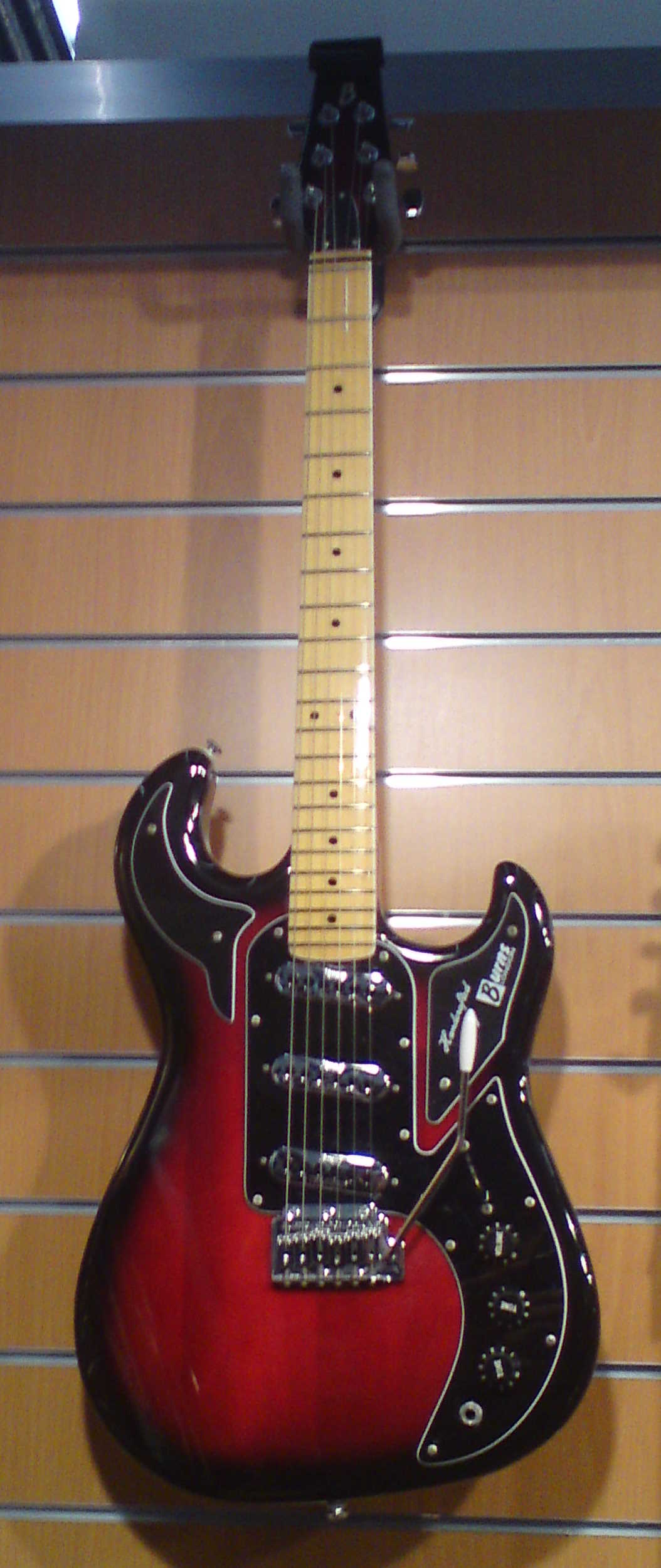
Shadow
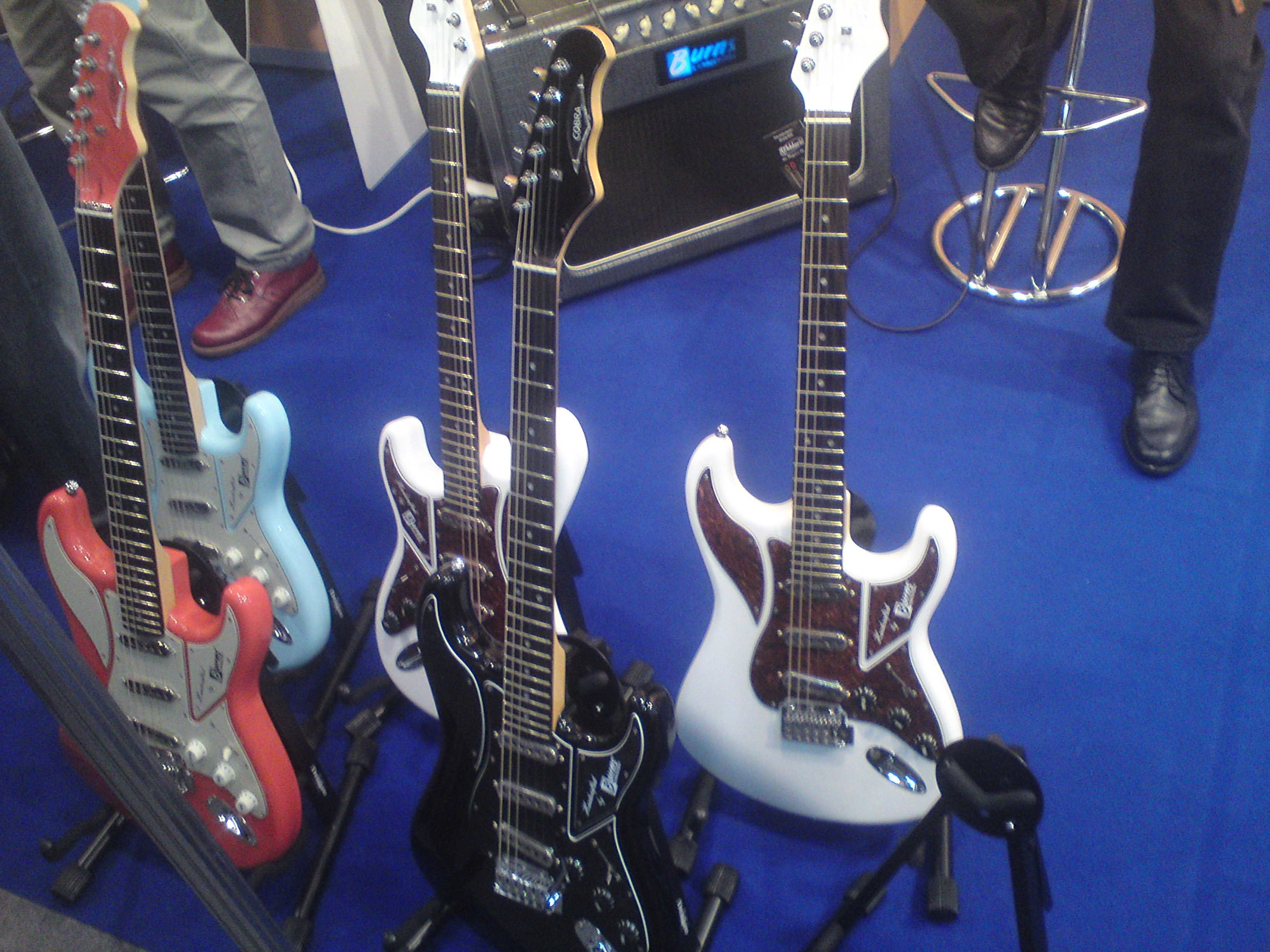
Cobra

- Barracuda (Baritongitarre, d. h. sowohl als Gitarre als auch als Bass spielbar)
- Barracuda Special (Barracuda mit Rezo-Tube-Tremolosystem, 500 Stück limitiert)
- Bison 62 (Knife-Edge-Tremolo) und Bison 64 (Rezo-Tube-Tremolo)
- Bison Bass
- Cobra (strat-ähnliches Einsteigermodell)
- Double Six (12-saitige Version der Marvin ohne Tremolosystem)
- Drifter LG 50 (baugleich zur Guytone Antoria, erste Gitarre von Hank Marvin)
- Marquee (Marvin ohne Rezo-Tube-System, dafür mit Knife-Edge-Tremolo)
- Marquee Bass
- Marquee Pro (Sonderausführung der Marquee mit Tri-Sonic-Pickups und Gear-Box)
- Shadow und Shadow Special (de-Luxe-Ausführung der Marquee)
- Steer und Steer Cutaway (Akustik)

## Erhältliche Modelle 2019
Infolge des Erreichens der Limitierungsstückzahl bzw. im Rahmen von Modell- und Sortimentspflege werden einige Gitarren nicht mehr hergestellt. Die nachfolgende Aufstellung entsprechend der Homepage des Unternehmens zeigt die 2019 erhältlichen Instrumente.

### "Custom Elite"
auf der Burns Marvin basierende Modelle:
- Apache-Reihe: Apache Noiseless Special sowie Apache DoubleSix Special (12-saitige Apache mit Rezotube-Tremolosystem)
- Dream Noiseless-Reihe: TransBlue, TransRed, GoldDream, Honey Burst, Green Burst
- Hank Marvin Signature Limited Edition (derzeit nicht erhältlich)

sonstige Modelle:
- DoubleSix (12-saitige Gitarre, basierend auf dem Marquee-Modell)
- Sonic (Bauart Telecaster)
- NuSonic Bass
- Shadows-Bass (basierend auf der DoubleSix mit Scrollhead-Hals)

### "Club Series"
- Barracuda Special: Baritongitarre mit Rezotube-Tremolosystem. Die vereinfachte Barracuda wird seit 2015 nicht mehr hergestellt.
- Bison 62 (Messerkantentremolo, TriSonic Pickups)
- Bison 64 (Rezotube-Tremolosystem und Rezomatic-Pickups)
- Bison Bass
- Bison Ultrasonic (Kurzmensur)
- Cobra (drei TriSonic Pickups)
- King Cobra (drei NeoMatic-Pickups, verbessertes Messerkantentremolo)
- Marquee (vereinfachtes Marvin-Modell mit Messerkantentremolo)
- Marquee Bass (vereinfachtes Modell des Shadows-Bass)
- Steer-Serie (Semiakkustikgitarre): Custom (TriSonic), Steer Cutaway und Steer Special (Rezomatic-Pickup)

## Aktuelle Entwicklung
Ende 2018 erfolgte eine Neuauflage der Burns Shortscale JazzGuitar als "Burns SSJ" in Kleinserie (je 25 Stück in weiß bzw. hellblau, entwickelt und gebaut von Alan Entwistle), allerdings weist dieses Modell einige Unterschiede zur ursprünglichen Gitarre auf.
Die SSJ wurde nicht mit einem Bigsby-ähnlichen Walzentremolo, sondern mit einem einfacheren Messerrückentremolo ausgestattet und hat einen geringfügig modifizierten Hals aus der Cobra-Serie. Der Hals des alten Modells erinnerte von der Form her an den einer Fender Telecaster und hat eine stark verkürzte Mensur, die Neuauflage hingegen entspricht mit rund 25 Zoll nahezu der einer Fender Stratocaster. Es ist nicht davon auszugehen, dass die SSJ - ungeachtet der guten Kritiken - in größerer Serie hergestellt wird.
Ebenfalls aus der Werkstatt von Alan Entwhistle stammt die in Kleinserie hergestellte Burns SSJ12, ein auf der Basis der DoubleSix hergestelltes 12-saitiges Kurzhalsmodell (ohne Push-Pull-Schaltung).
Mit der Einführung des Modells "SSJ Six Bass", ein der Barracuda vergleichbares Baritonmodell der SSJ, endete auch deren Produktion, ferner werden die Modelle Steer, Steer Cutaway, Bison 64, Bison Ultrasonic, Bison Bass, Marquee, Marquee De Luxe nicht mehr angeboten.
Anfang 2020 verkleinerte Burns London zudem die Produktsparte "Custom Elite Guitars" erheblich, indem die klassischen Modelle DoubleSix, Marvin, Shadows-Bass sowie Apache und Apache DoubleSix aus dem Sortiment genommen wurden. Es werden weiterhin die Dream Noiseless und die Gold Dream, ferner die an die Fender Telecaster erinnernde Sonic angeboten (Stand Juni 2020).
Im Juni 2020 veräußerte Barry Gibson Marke und Unternehmen an die Musikinstrumentenhändler Lee und Peter Anderton.

## Charakteristika von Burns-Modellen
- Fertigung in Handarbeit
- Tri-Sonic-Pickups (z. B. Sonic, Shortscale, Double Six und Brian May u.v.a)
- REZ-O-MATIK Pickups (z. B. Shadows Custom Signature, The Marvin, Marvin Anniversary u. v. a.)
- Rezo-Tube: Im Tremolo eingebautes Sustainsystem mit langen Röhren, durch die die Saiten gezogen werden
- Gear Box: In den Hals eingebaute Mechanik, die mittels Königsgewinde äußerst präzises Verstellen des Halses erlaubt
- Form der Kopfplatte: Oft an die Form von Streichinstrumenten erinnernd (Shadows-Bass, Legend, Marvin)

Besonders interessant sind die verschiedenen Tremoloarten (z. B. Walze mit freischwingendem Sustainblock bei Shortscale, Rezo-Tube-Tremolo bei Marvin bzw. Legend u. v. a.).

## Namhafte Musiker und Bands
Elvis Presley, Billy Bragg, Scorpions, Hank B. Marvin, Bruce Welch, The Shadows, Brian May, Paul William Day, Edwyn Collins, Menswear, The Searchers, Status Quo, The Tremeloes, The Troggs, Eric Clapton, The Elton John Band, The Honeycombs, Led Zeppelin, Mark Knopfler, Mud, Slade und viele weitere. Eine umfangreiche Liste nebst Fotografien ist auf der Burns-Homepage einzusehen.